# Agropoli
Agropoli är en ort och kommun i provinsen Salerno i regionen Kampanien i Italien. Kommunen hade 21 874 invånare (2017).